# Madonna col Bambino in trono tra i santi Giacomo apostolo e Girolamo
La Madonna col Bambino in trono tra i santi Giacomo apostolo e Girolamo è un dipinto a tempera su tela trasportata su tavola (214x179 cm) di Cima da Conegliano, databile al 1489 e conservata nella Pinacoteca civica di Palazzo Chiericati a Vicenza.

## Storia
La pala proviene dalla seconda cappella di sinistra della chiesa di San Bortolo (Bartolomeo) a Vicenza (annessa all'omonimo convento dei Canonici Lateranensi ed oggi non più esistente), per cui era stata commissionata dai fratelli Jacopo e Girolamo Sangiovanni. Dopo numerosi studi preparatori, l'opera venne dipinta nella bottega veneziana di Cima e poi inviata a Vicenza.
Il dipinto è firmato e datato 1º maggio 1489 sul cartiglio alla base del trono.

## Descrizione e stile
La composizione riprende lo schema della sacra conversazione di matrice veneta, con uno schema triangolare molto in voga dal 1475, anno della celebre e innovativa Pala di San Cassiano di Antonello da Messina.
Al centro si trova la Madonna col Bambino su un alto trono marmoreo, inquadrata da un alto arco che prosegue in un pergolato aperto sul cielo, la cui forma riprende i lacunari dell'architettura romana. Una balaustra marmorea lascia sufficiente spazio per intravedere il cielo. Ai lati, sullo sfondo di pareti lisce con qualche elemento classico (le paraste, il cornicione con un fregio di marmo verde), che lasciano intravedere in alto alcuni alberelli (un motivo frequente nell'arte fiorentina) si trovano i santi Giacomo maggiore, col bastone da pellegrino (il "bordone") e Girolamo, riconoscibile per l'abito rosso, da cardinale, la barba bianca e il libro in mano, che allude alla Vulgata.
"La figura di Maria, alta sul trono marmoreo e mestamente assorta nel presagio della passione del Figlio, posta in asse con l'accesso al giardino, si qualifica come porta del cielo e veicolo di redenzione attraverso il sangue della croce, alluso dalla vite del pergolato e dal marmo vermiglio del trono, e la promessa della resurrezione, simboleggiata dalla lucertola che si inerpica sul muro; tutto secondo il destino di morte e di salvezza scritto nel volume chiuso che trattiene in bella evidenza sul ginocchio o che san Girolamo mostra all'attenzione del riguardante, o nel libro aperto nel quale san Giacomo affonda la sua meditazione" (Avagnina).
L'impaginazione spaziale è chiara e calibratissima, con una limpida definizione dei volumi, sia delle figure che delle architetture. La luce chiara e dorata inonda il dipinto, creando un senso di calma agreste e restituendo colori di freschezza primaverile. La composta tranquillità dei personaggi è legata infatti al tema della "quiete dell'anima", tipico della pittura veneta tra XV e XVI secolo.